# Bibliai mesék
A Bibliai mesék (eredeti cím: The Greatest Adventure: Stories from the Bible) amerikai televíziós rajzfilmsorozat, amelyet a Hanna-Barbera készített. Amerikában 1985 és 1992 között vetítették le, Magyarországon pedig 2013-ban az RTL Klub-on sugározták 3 részét (új szinkronnal).
VHS-en a Zoom Kft. adta ki itthon a sorozatot "Bibliai történetek" címmel 1993 és 1994 folyamán, az első magyar szinkront is a Zoom Kft. készítette. A kb. 60 perces videókazetták 2-2 epizódot tartalmaztak (Amerikában eredetileg 13 kazettán, külön-külön adták ki a sorozat részeit).
2006 márciusában kiadtak öt részt egy-egy DVD-n. A sorozat címe: "Nagy kalandozások - Történetek a Bibliából" volt. A Magyarországon megjelent DVD-k címei: Mózes, Dávid és Góliát, Noé bárkája, Jézus csodái, A húsvéti történet. (Ugyanez az öt rész jelent meg Amerikában is DVD-n szintén 2006-ban; az utolsó kettő címét a korábbi Zoom-kiadáshoz képest kissé eltérően fordították magyarra.)

## Ismertető
Minden rész ezzel a bevezetővel kezdődik, amelyből megismerhetjük a sorozat állandó főszereplőit és azt, hogy a 20. századból hogy jutottak az ókorba, a bibliai események helyszíneire:
"A két ifjú régész, Derek és Margo ókori csaták színhelyén végzett ásatásokat. Velük volt barátjuk és segítőtársuk, Moki is. Hirtelen mintha forgószél támadt volna körülöttük, zuhanni kezdtek. Amikor a por elült, ámulattal néztek körül az alabástrommal borított teremben, amely egy más korszak, más kultúra tárgyaival, hatalmas szobrokkal és cserépedényekkel volt tele. A csarnok túlsó végén ajtót pillantottak meg, rajta különös felirat: "Ki átlép e kapun, magán az időn lép át".
Ezután következik a főcím, majd az aktuális rész címe olvasható az abban szereplő amerikai szinkronszínészek nevével együtt.
Minden rész egy-egy híres bibliai történetet mutat be, amelyet az időutazás révén az adott korba csöppent főszereplőkkel együtt élhet át a néző.

## Szereplők
| Szereplő | Eredeti hang                                                | Magyar hang                                     | Magyar hang                                  | Magyar hang                         | Magyar hang |
| Szereplő | Eredeti hang                                                | 1. magyar változat (Zoom, 1993)                 | 2. magyar változat (Warner Home Video, 2006) | 3. magyar változat (RTL Klub, 2013) |             |
| -------- | ----------------------------------------------------------- | ----------------------------------------------- | -------------------------------------------- | ----------------------------------- | ----------- |
| Derek    | Terence McGovern (8 epizódban) Darryl Hickman (5 epizódban) | Bor Zoltán                                      | ?                                            | Markovics Tamás                     |             |
| Derek    | Archeológus fiú, Margo barátja.                             |                                                 |                                              |                                     |             |
| Margo    | Darleen Carr (12 epizódban)                                 | Kisfalvi Krisztina                              | ?                                            | Solecki Janka                       |             |
| Margo    | Archeológus lány, Derek barátnője.                          |                                                 |                                              |                                     |             |
| Moki     | Rob Paulsen (12 epizódban)                                  | Szokol Péter (1. hang) Bartucz Attila (2. hang) | ?                                            | Szalay Csongor                      |             |
| Moki     | Fiatal beduin, aki Derekkel és Margoval barátkozik.         |                                                 |                                              |                                     |             |

## Epizódok
1. A teremtés (The Creation)
2. Noé bárkája (Noah's Ark)
3. József és testvérei (Joseph and His Brothers)
4. Mózes (Moses)
5. Józsué (Joshua and the Battle of Jericho)
6. Sámson és Delila (Samson and Delilah)
7. Dávid és Góliát (David and Goliath)
8. Dániel az oroszlánveremben (Daniel and the Lions' Den)
9. Eszter királynő (Queen Esther)
10. Jónás (Jonah)
11. Jézus születése (The Nativity)
12. Jézus csodatételei /A DVD kiadáson Jézus csodái címmel/ (The Miracles of Jesus)
13. A húsvét története /A DVD-kiadáson A húsvéti történet címmel/ (The Easter Story)